# チャールズ・ウィルソン (アメリカンフットボール)
チャールズ・ウィルソン（Charles Wilson 1968年7月1日- ）はフロリダ州タラハシー出身のアメリカンフットボール選手。NFLの3チームで1990年から1995年までプレーした。ポジションはワイドレシーバー。

## 経歴
1991年の第6週ダラス・カウボーイズ戦で82ヤードのキックオフリターンタッチダウンをあげた。また第11週のミネソタ・バイキングス戦ではマイク・トムザックから75ヤードのタッチダウンレシーブを受けている。
タンパベイ・バッカニアーズに所属した1994年、開幕から8試合、16回のキャッチで321ヤードを獲得、3タッチダウンをあげたがハムストリングスを痛めて2試合に欠場、復帰後3試合でわずか4回のキャッチで47ヤードの獲得にとどまっていたが、ロサンゼルス・ラムズ戦では4回のキャッチで176ヤードを獲得、2タッチダウンをあげてチームの勝利に貢献した。この年31回のキャッチで平均21.0ヤード、651ヤードを獲得した。
1995年8月、マーク・スピンドラーと共に1996年のドラフト4巡と引き換えでニューヨーク・ジェッツに移籍した。ディープスリートとして期待されていたが1回のキャッチあたり平均11.5ヤードにも満たず、翌年のドラフト1巡でキーショーン・ジョンソン、2巡でアレックス・バンダイクが指名され1年でチームを去った。
NFLでの6シーズンの成績は、先発22試合を含む76試合に出場、113回のキャッチで1,750ヤードを獲得、12タッチダウンであった。